# Flaga Nadrenii-Palatynatu
Flaga Nadrenii-Palatynatu przedstawia trzy pasy, czarny, czerwony i złoty, a w kantonie znajduje się herb tego kraju związkowego. Składa się on z symboli Trewiru (krzyż), Moguncji (koło) i Palatynatu (lew). Korona jest symbolem dumy i lokalnego patriotyzmu. Umieszczone na fladze państwowej, która symbolizuje opiekę i nadrzędność władz federalnych.
Flaga obowiązuje od 7 sierpnia 1972 roku. Proporcje 2:3.